# GROOVE LINE Z
GROOVE LINE Z（グルーヴ・ライン・ゼット）は、J-WAVEで月曜日から木曜日までの日本時間16:30 -  20:00に放送されていたラジオ番組である。GLZと略されることもある。

## 概要
2010年3月まで放送された『GROOVE LINE』をリニューアルする形で、同年4月に放送を開始した。同番組に出演していたピストン西沢はナビゲーターを続投、それまで秀島史香が務めていたナビゲーターはアシスタントという形式に変更され、有宗麻莉子、中山明日実がそれぞれ引き継ぎ、2013年3月まで2人体制で番組を進行していた。2013年4月からはアシスタントを置かず、西沢が1人で番組を進行するスタイルに変更となった。（西沢がレギュラーでソロナビゲートするのは13年ぶり）
尚、西沢は2010年度に当番組のパーソナリティとして第48回ギャラクシー賞のDJパーソナリティ賞を受賞した。
リニューアルの大きな変更点としては、『ラジオゲリラ』という街頭リポートコーナーが新設されている（詳細は後述）。
そして、2010年4月以降、金曜日の同時間帯には秀島史香がナビゲーターを務める『CIRCUS CIRCUS』（途中出産のため降板し、渡部建に交代）が放送を開始した。その後、2012年9月で終了し、10月からは『GOLD RUSH』となった。
なお、GROOVE LINEの終了までの歴史については「GROOVE LINE#歴史」を参照。
大半のジングルは「GROOVE LINE」のものに、西沢の「ゼェ〜ット!」という声を足したもの。もともとは、水木一郎が『マジンガーZ』の主題歌で歌っている「ゼェ〜ット!」を使おうとしたが様々な関係で使用できず、結局現行の形になっている。
他のラジオ番組との大きな違いは、“リスナーからのお便りコーナー”のようなものが一切ない。もちろん、リスナーからのメールは受け付けているが、基本的に笑いを要求されるお題のようなものを西沢が出題。メールを送ってくるリスナーは、“大喜利”に対応できる力量を試される。
前番組同様、番組ノベルティとしてステッカーとTシャツが用意されている。Tシャツはスペシャルウィーク時にプレゼントされることが多く、番組前半・後半で異なったデザインのTシャツがプレゼントされる。それ以外でも在庫があれば不定期にTシャツをプレゼントする企画が実施される。なお、2014年8月のスペシャルウィーク時には新たにビーチサンダルが製作された。
前番組ではナビゲーターが年に数回程度休暇をとっていたが、この番組ではナビゲーターやアシスタントが休暇をとることがほとんどない。特に西沢はこの番組が始まってからは2013年1月下旬と2016年7月下旬に1週間だけ休暇を取ったのみで、それ以外は番組を休んでいない。ちなみに、西沢が休暇を取った週は普段はない「お便りコーナー」が設けられ、いつもはウケを狙うメール職人も“小休止”とばかりにお便りメールを送るという、新鮮な展開が見られた。
放送時間は2005年4月1日より（当時は前番組「GROOVE LINE」）16:30 - 20:00であった。2017年10月2日からは、放送時間が60分縮小され、16:30 - 19:00の放送になり番組名も「GROOVE LINE」に戻された。

## ナビゲーター（パーソナリティ）
- ピストン西沢（2010年4月 - ）

### 過去のアシスタント
- 有宗麻莉子（2010年4月 - 2011年3月）
- 中山明日実（2011年4月 - 2013年3月）

この他、公開生放送（2017年2月14日、同年4月13日、いずれも渋谷VISIONで開催）の際に、西沢のもう1つのレギュラー番組である『DRIVE TO THE FUTURE』のアシスタント、松嶋初音が出演している。

### ピンチヒッター
- 福ノ上達也（2013年1月28日 - 1月31日、2015年7月9日）※番組全編を担当
- アフロ（石川呂人）（2013年1月28日 - 1月31日）※19:00～19:45頃まで
- 落合隼亮（2015年7月6日）
- レイチェル・チャン（2015年7月7日）
- グローバー（2015年7月8日）
- シシド・カフカ（2015年7月9日）
- 石井竜也（2016年7月19日）
- スガシカオ（2016年7月20日）
- 小宮山雄飛（2016年7月21日）
- DJ OSSHY（2015年7月6日、2016年7月19日）※MIX MACHINEのみ
- DJ KOHNO(ケツメイシ)（2015年7月7日）※MIX MACHINEのみ
- FPM 田中知之（2015年7月8日）※MIX MACHINEのみ
- DJやついいちろう（2015年7月9日）※MIX MACHINEのみ
- DJ TA-SHI（2016年7月20日、2016年7月21日）※MIX MACHINEのみ

### ゲストナビゲーター
- 松尾潔（2013年1月28日、1月30日）※オープニング〜18:30頃まで
- クリス松村（2013年1月29日）※オープニング〜18:30頃まで
- メイナード･プラント<MONKEY MAJIK>（2013年1月31日）※オープニング〜18:30頃まで

## タイムテーブル
番組コーナーのほとんどはGROOVE LINEから引き継いでいる。
- 16:30 - オープニング・インターネットのニュース紹介
- 16:40頃 - インターネットのニュース紹介
- 16:45頃 - インターネットのニュース紹介
- 16:50頃 - J-WAVE TRAFFIC INFORMATION・交通安全○○
- 16:55頃 - 生CM枠（不定期）
- 17:05頃 - Twitter TREND PATROL
- 17:15頃 - インターネットのニュース紹介
- 17:20頃 - J-WAVE TRAFFIC INFORMATION・交通安全○○
- 17:22頃 - J-WAVE WEATHER INFORMATION
- 17:35頃 - インターネットのニュース紹介
- 17:40頃 - MINMINDAHA QUIZ MASTER
- 17:50頃 - J-WAVE TRAFFIC INFORMATION・交通安全○○
- 17:55頃 - インターネットのニュース紹介
- 17:59 - J-WAVEでは数少ない時報が流れる。（J-WAVE#時報を参照）
- 18:00 - J-WAVE HEADLINE NEWS
- 18:10頃 - インターネットのニュース紹介
- 18:15頃 - GUEST ZONE（ゲストのいるときのみ）
- 18:35頃 - MIX MACHINE
- 18:55頃 - J-WAVE TRAFFIC INFORMATION・交通安全○○
- 19:00頃 - 後半のテーマ開始
- 19:05頃 - インターネットのニュース紹介
- 19:20頃 - インターネットのニュース紹介
- 19:35頃 - インターネットのニュース紹介
- 19:40頃 - J-WAVE TRAFFIC INFORMATION・交通安全○○
- 19:45頃 - INTER-NET Y@HHOO!!
- 19:55頃 - QUIZ MASTER 当選者発表・エンディング

※コーナータイトルや提供クレジットはアシスタントが担当していたが、ピストンが単独でナビゲートするようになってからは男性ナレーターが行うようになった。

## 主なコーナー

### Twitter TREND PATROL
Twitter上の気になるトレンドを取り上げる。2017年6月開始。

### MINMINDAHA QUIZ MASTER
音楽を含むエンターテイメントに関するクイズを出題するコーナー。
- クイズの内容はアーティストの意外な趣味や実際にあった体験談などが多い。
- 解答方式は主に3択。
- ごく稀に、西沢から大喜利問題も出題される。
- 正解者の中から抽選で番組ステッカー(3枚組)やアーティストグッズなどが貰える。木曜日はスポンサーから、眠気覚ましの清涼飲料水(10本入り･1ケース)が貰える。

### GUEST ZONE
ゲストを呼ぶ場合、この枠がゲストコーナーとして充てられているが、2014年以降は常連ゲストが番組後半（19時台）に出演することがある。
- 主にミュージシャンをゲストにトークをするが、作家やお笑い芸人なども呼ぶ場合もある。
- なお、ゲストがいない場合は前半戦のメッセージ紹介・インターネットのニュース紹介を続行。
- スペシャルウィーク時は前半戦のメッセージ紹介のため、ゲストは呼ばれない。

### MIX MACHINE
西沢の約20分にわたるDJプレイコーナー。
- 2011年3月まで実施されていたBrandnew Jのサイマル放送では、この時間のみフィラー音源を流していた。これは、コーナーの性質上DJプレイで使用する楽曲を即興で決めることがあり（これはGROOVE LINE時代に「ピストンの気まぐれミックス」と称されていた所以でもある）、その中には楽曲のインターネット送信に対する許可を得ていないものがあるためである。
- 2010年12月13日放送分からは、西沢の公式ブログからUstream経由でDJプレイの様子がリアルタイムで観られるようになっている。ただし、Ustreamでは著作権等の都合で音声が流れないため映像のみの配信となる。そのため、西沢はUstreamでのディレイ配信を考慮してradikoと同時に視聴することを推奨している（前述の通り、Brandnew Jでは再送信されなかったため）。radikoではそのまま流れるが、中にはフィラー音楽を流すこともある。
- 西沢が休んだ時や公開収録の時にはあらかじめ収録したDJミックスを流したり､ピンチヒッターDJがプレイする場合がある。
- スポンサーの変遷
  - 2010年4月〜2012年1月、2013年10月〜2014年9月11日、2014年10月14日〜の期間はノンスポンサー。
  - 2012年1月から2013年9月30日まではNEXCO東日本がスポンサーとなり、「HEARTLINK NIPPON MIX MACHINE」として放送していた。
  - 2014年9月15日から2014年10月9日まではGROOVE LINE時代にスポンサーとなっていたトヨタ自動車がスポンサーに復帰し、「TOYOTA MIX MACHINE」として放送されていた。コーナーのジングルもGROOVE LINE時代のものをそのまま使用していた。

### INTER-NET Y@HHOO!!
インターネットに掲載された面白い動画を紹介・実況するコーナー。2016年10月開始。

### 交通安全○○
番組内では計5回（17時台は2回、そのほかの時間帯は1回）J-WAVE TRAFFIC INFORMATION（交通情報）が放送されるが、TRAFFIC INFORMATIONのあとにリスナーから寄せられた交通安全に関する川柳や前半のテーマに関するネタなどを紹介するようになった。2017年6月からは紹介されたネタの一部が自動車雑誌『ベストカー』（講談社）に掲載されるようになった。ただし、ピストンが出演するモータースポーツ関連のイベントが近いと、19時台の時間を使って宣伝することがある。

### 過去に放送されていたコーナー

#### DREAM WORKER
コーナーがある20時近くに仕事や勉強などをしている人を募集し、電話で仕事のことや学校のことなどについて話し、励ますコーナー。
- 最後にリスナーが「ドリームワーカー！」と決め台詞を叫んで終了する。
- 電話出演したリスナーにはスポンサーから梅酒がプレゼントされる（未成年の場合やお酒が飲めない人にはノンアルコール飲料）。

#### MUSIC RESCUE
タイトルや歌手名等が分からない曲をリスナーが鼻歌で留守番電話に録音し、その曲について番組スタッフや他のリスナーの力を借りて調べるコーナー。
- 番組唯一アシスタント単独のコーナーだった（受付の留守番電話の声もナビゲートしていた）。ただし、有宗や中山がアシスタントに就いてから1ヶ月程度は西沢も参加していた。
- 2013年4月から2014年6月までは北海道乳業がスポンサーとなり、「PRIMAR MUSIC RESCUE」として放送。この期間はコーナー終盤で西沢が同社製品（チーズ）の「PRIMAR」を使った料理のレシピを紹介していた。
- 採用されたらノベルティの番組ステッカーが貰える。
- 2016年9月6日に、MUSIC RESCUEは2016年9月末で終了となることが発表された。

#### NEWS UNIVERSE
「宇宙の森羅万象ニュース」をテーマに放送する（西沢曰く「宇宙のヘッポコ（スットコ）ニュース」）。
- その日のスポーツ紙・夕刊紙（主に東京スポーツ）・タブロイド紙（日刊ゲンダイ,夕刊フジ）に掲載された記事をピックアップ。
- 西沢が興味や関心を持った、国内外不問の話題性B級ニュースを紹介する。
- 紹介するニュースが2つ以上ある場合ニュースとニュースの間に意味のない効果音(太鼓のドーンという音、キャーという悲鳴etc)が流れる。
- 2016年9月にこのコーナーが終了した後は、同じく2016年9月に終了したラジオゲリラ中継の代わりにインターネットに掲載されているニュースをピックアップしている。

#### 今日の○○パレード
DREAM WORKER終了に伴い新設された電話コーナー、開始から数日間は「今日の残念ちゃんパレード」というテーマで固定されていたがその後日替わりでテーマが変更されるようになった。なおDREAM WORKERとは違いノンスポンサー枠のためスペシャルウィーク中や後半テーマの状況によっては中止されることがある。
- その日のテーマに沿ってリスナーから募集し西沢から電話する（いわゆる逆電）。その後、内容に沿ってトークをしラジオゲリラのように一方的に電話をぶった切る。
- 電話出演したリスナーの中から西沢が気に入った原則一名（該当者なしやスペシャルウィーク前後は大盤振る舞いと称して2人～4人にプレゼントすることもある。）に番組から番組特製Tシャツ（スペシャルウィークにプレゼントされるものと同じ）がプレゼントされる。

#### ラジオゲリラ
先の通り、『ラジオゲリラ』という生放送中に様々なお題に合わせてレポーターが都内各所を動き回る、中継コーナーが新設された。内容は街頭アンケートから現地に集まったリスナーと協力しながら進める企画など様々で、西沢が放送中に突如企画を変更するといった事も多々あり、基本的に西沢が思いついた事を実行するコーナー。
- 原則として、レポーターとは電話でのやりとりが行われ、レポートは西沢が電話を一方的に切ってしまう形で終了する。（放送では中継先から通話が切れるように効果音が流れる）
- 番組が開始されるまで中継場所は発表されず、番組中に急遽中継場所を移動することもある。
- 中継の様子は遂次番組Twitterでツイートされる。
- リスナーはゲリラの現場に行くと番組ステッカーが貰える。スペシャルウィーク時には番組のTシャツがプレゼントされる企画が中心となり、番組内で西沢が出した条件を満たせばステッカーに加え、Tシャツももらえることがある。なお、ゲリラの中継レポーターは放送中、リスナーからの差し入れでもらったお菓子やお酒などを飲食することが多く、特に斎藤は放送時間内に泥酔している様子がTwitterや電話などで毎回報告されている。
- 西沢が休みの時はゲリラ中継コーナーも休止となった。
- 同時間帯に、文化放送で放送されている裏番組『吉田照美 飛べ!サルバドール』の中継コーナー「飛び出せ! 子ザル」のリポーターが当番組に乱入されることがある。
- 2016年8月22日に、ラジオゲリラは2016年9月末で終了となることが発表された[2]。

##### 中継レポーター
- 東塚菜実子（水曜担当・不定期）
- 斎藤謙策<元ジャドーズ>（木曜担当）

##### 過去に担当したレポーター
- 荒井千里（水曜担当・隔週）：卒業・芸能界引退
- 花秋奈津（水曜担当・不定期）：芸能界引退
- 羽田沙織（水曜担当・不定期）
- 安田美香（火曜担当・隔週）：卒業
- 大山美佳（火曜担当・不定期）
- 清宮佑美（水曜担当・不定期）：2016年9月6日(火)に2014年4月23日(水)ぶりに出演
- アフロ（月曜担当・隔週）：2015年1月5日(月)以降出演していない
- 佐々木もよこ（2015年1月7日(水)）：水曜担当の石塚義之の舞台出演に伴うピンチヒッター
- 石塚義之<アリtoキリギリス>（水曜担当）：2015年3月まで出演、2016年6月以降不定期出演（2016年9月12日でラジオゲリラ卒業）
- 小林紀美（水曜担当・不定期）：2015年4月1日 - 2015年6月3日
- 浜辺のウルフ（元モストデンジャラス）：2016年6月1日(水)、以降不定期出演
- あぁ〜しらき ：2016年6月1日(水)、以降不定期出演
- 浜口順子 ：2016年6月22日(水)、同年7月26日(火)
- 横堀裕香(桃園ひめこ) ：2016年6月27日(月)以降出演していない、所属していたホリプロを退社することが本人のブログより発表された[3]。